# Balinovac
Balinovac (en serbe cyrillique : Балиновац) est un village de Serbie situé dans la municipalité de Prokuplje, district de Toplica. Au recensement de 2011, il comptait 153 habitants.

## Démographie
| 1948 | 1953 | 1961 | 1971 | 1981 | 1991 | 2002 | 2011 |
| ---- | ---- | ---- | ---- | ---- | ---- | ---- | ---- |
| 477  | 543  | 529  | 475  | 413  | 267  | 217  | 153  |

|  |